# Саппороський музей пива
Са́ппороський музе́й пи́ва (яп. サッポロビール博物館, サッポロビールはくぶつかん) — єдиний у Японії музей, присвячений броварству. 2004 року зарахований до переліку об'єктів історичної спадщини префектури Хоккайдо. Музей належить провідному японському виробнику пива компанії Sapporo Breweries та розміщується у будівлі колишнього цукрового заводу.

## Історія
Історія музею пива уходить корінням до періоду Мейдзі, протягом якого на теренах Японії почався розвиток раніше непритаманних цій країні галузей сільського господарства та харчової промисловості. Зокрема, до цього періоду відноситься будівництво цукрового заводу у Саппоро (1890), будівля якого зараз використовується музеєм. Також у цей період у країні почався активний розвиток броварства, у рамках якого було збудовано броварню у Саппоро (1876). Згодом, у 1903, ця броварня викупила приміщення цукрового заводу та розташувала у ньому один зі свої цехів.
Будівля, у якій на сьогодні розміщений музей, використовувалася для виробничих потреб броварні до 1965 року, а вже у 1967 до неї було прибудовано третій поверх, на якому зробили виставку різноманітних предметів, пов'язаних з історією броварства у Саппоро. Згодом приміщення було реконструйоване та у липні 1987 відбулося офіційне відкриття музею пива.     

## Експозиція
Експозиція музею займає три поверхи. Його колекція включає різноманітні матеріали про історію пивоваріння компанії Sapporo Breweries та її попередника DaiNippon Beer Company. Предасталені рекламні матеріали (постери, вивіски тощо), пивні пляшки, а також інструменти, що використовувалися у технологічних процесах до Другої Світової війни.
На другому поверсі музею розтащований бар, у якому відвідувачі мають можливість скоштувати пиво виробництва Sapporo Breweries, на першому — сувенірний магазин та пивний ресторан. Відвідання музею є безкоштовним.